# Ven (eiland)
Ven (Deens: Hven) is een Zweeds eiland in de Sont.
Ongeveer 6500 jaar geleden werden de Deense eilanden en het eiland Ven gevormd. Daarvoor was Skåne met Denemarken verbonden. Het eiland is ongeveer 4,5 kilometer lang en 2,4 kilometer breed en telde in 2005 371 inwoners. Het eiland is al duizenden jaren bebouwd geweest en er zijn veel vondsten gedaan van woningen en graven uit de steentijd.
Kaarten uit de 15e eeuw laten zien dat de Vikingen de strategische ligging van het eiland tussen Denemarken en Zweden ook gebruikt hebben.
Midden op het eiland lag het slot Uraniborg. Het is gebouwd door de sterrenkundige Tycho Brahe, die de zeggenschap over het eiland cadeau kreeg van de Deense koning als beloning voor de ontdekking van een ster. De bewoners vonden het echter maar niets om een veeleisende heer te krijgen en lagen voortdurend met Brahe overhoop.
Van het oorspronkelijke slot is buiten een plafond van een bijgebouw echter niets meer te zien. Een stuk van de geometrische renaissancetuin werd terug aangeplant rond de contouren van het slot die met hagen aangegeven worden. Het slot was bedoeld als een observatorium, doch de instrumenten hadden te veel last van de harde wind op het eiland. Tycho Brahe bouwde daarom in 1598 naast de tuin -nu hoofdzakelijk ondergronds- een tweede sterrenwacht: Stjerneborg. Restanten ervan zijn nog te zien tijdens het bezoek aan het Tycho Brahe Museum.
Er is een veerdienst vanuit Landskrona (Zweden) of vanuit Kopenhagen (Denemarken) naar het eiland.

## Afbeeldingen

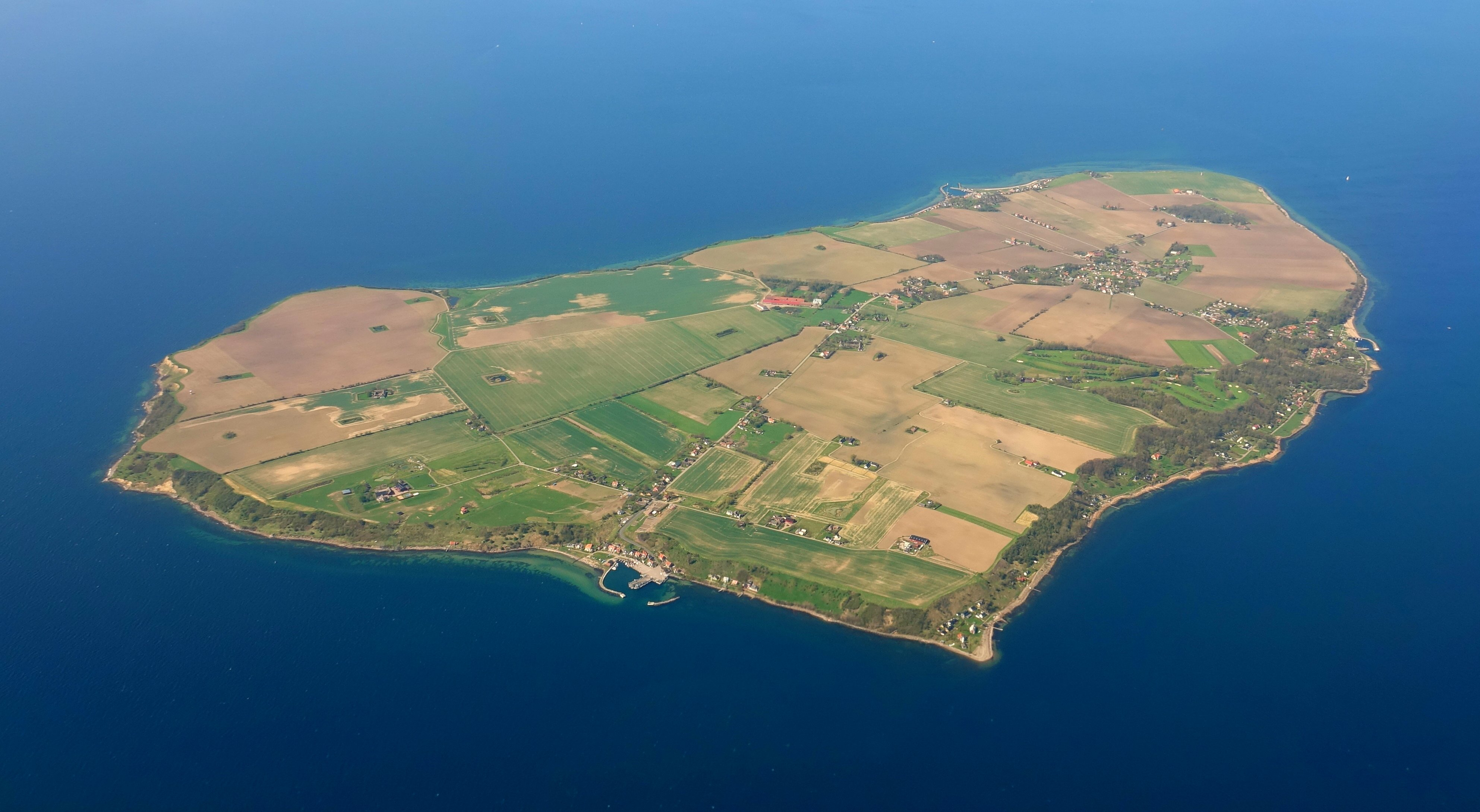
Het Zweedse eiland Ven
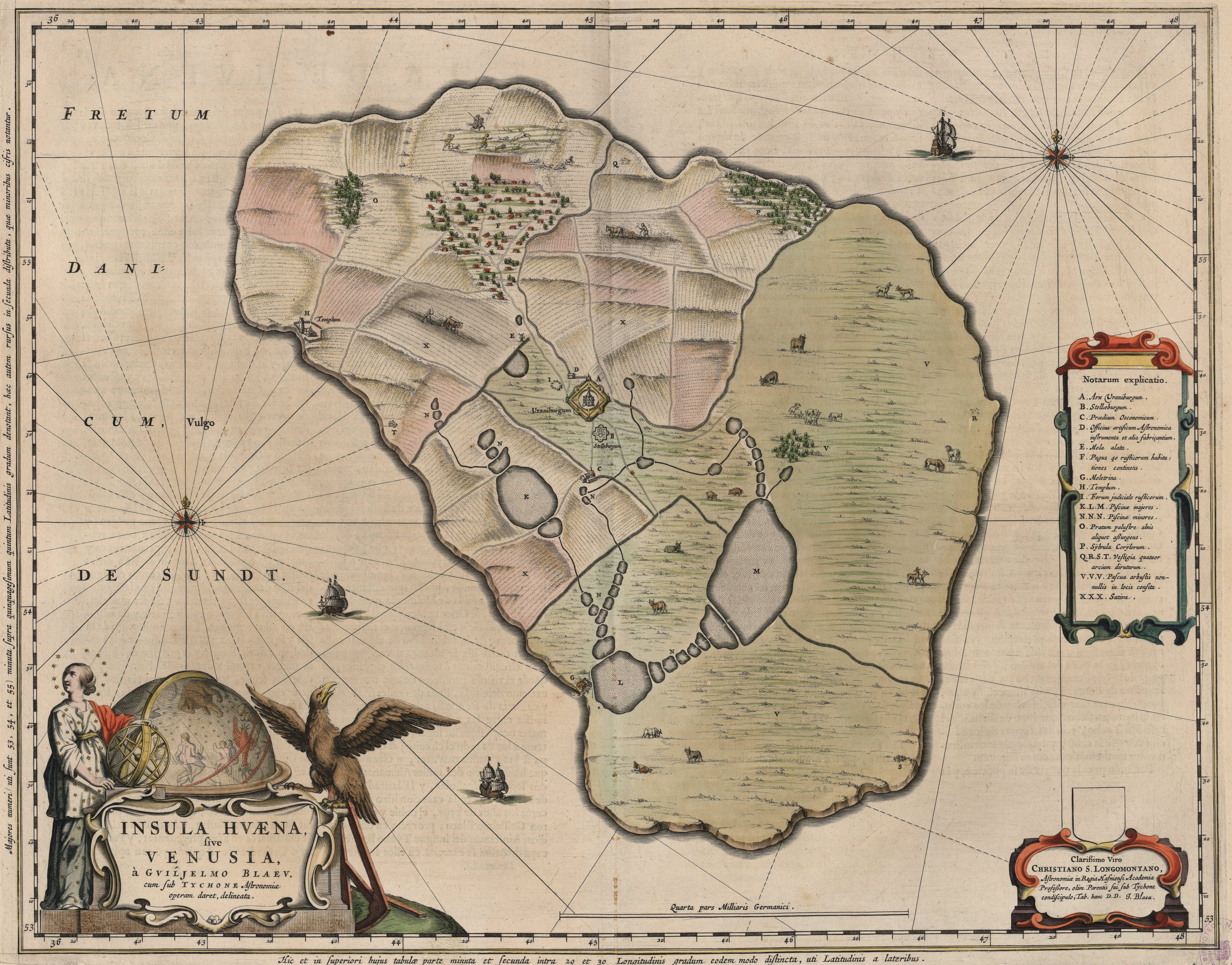
Kaart van Ven door Joan Blaeu, 1663
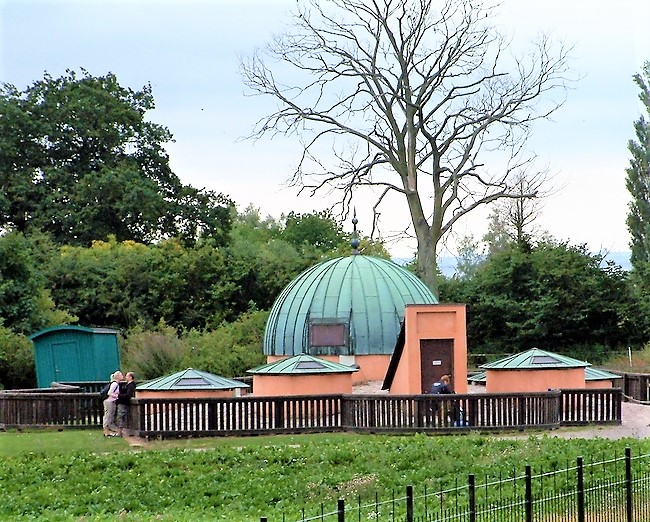
Stjerneborg, een van de observatoria van Tycho Brahe op Ven. Tegenwoordig een museum.
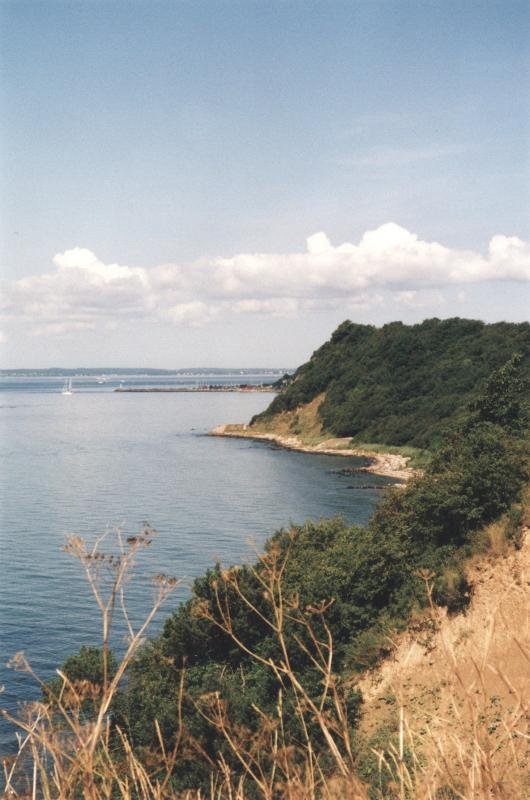
De westkust van Ven